# Emanuele Dessì
Emanuele Dessì (Roma, 30 marzo 1964) è un politico italiano, senatore della Repubblica nella XVIII legislatura, eletto con il Movimento 5 Stelle per poi abbandonarlo nel 2021.

## Biografia
Inizia la sua attività politica nella sinistra extraparlamentare negli anni '70, prendendo parte ad Autonomia Operaia. Il 13 ottobre 1982 fu l'unico militante presente durante l'attentato alla sede di Radio Onda Rossa.
Successivamente aderisce al Partito Comunista Italiano e, in seguito al suo scioglimento con la svolta della Bolognina, al Partito della Rifondazione Comunista, che abbandonerà nel 1999.
Nel 2007 si avvicina alla piattaforma meetup "Amici di Beppe Grillo", sulla scia della quale nascerà nel 2009 il Movimento 5 Stelle (M5S) di Beppe Grillo e Gianroberto Casaleggio.
Viene eletto consigliere comunale con il Movimento 5 Stelle a Frascati nel 2014. Nel 2018 è candidato, sempre nelle liste pentastellate, nel collegio plurinominale Lazio - 03 al senato.
Prima delle elezioni è coinvolto in una serie di scandali che portano il capo politico del movimento Luigi Di Maio ad avviare un'indagine interna su di lui. Dessì è messo sotto accusa per un video in cui compare assieme all'ex pugile Domenico Spada, condannato per estorsione e membro del clan Spada, e per un suo post su Facebook in cui afferma di aver picchiato un ragazzo rumeno che lo aveva insultato per strada. Ulteriori polemiche nascono per l'alloggio popolare in cui Dessì vive e per cui pagava un affitto di soli 7,75 euro mensili, tuttavia le polemiche vennero smentite dal fatto che l'affitto era in regola in quanto Dessì non disponeva di un reddito, infatti appena dopo l'elezione al senato l'affitto è salito a 699 euro mensili.
Nonostante il clamore mediatico Dessì viene eletto senatore alle elezioni politiche in Italia del 2018. A seguito dell'indagine interna, il collegio dei Probiviri non ha ravvisato alcuna incompatibilità con i principi del Movimento e Dessì è entrato a far parte del gruppo parlamentare 5 Stelle al Senato.
Il 25 febbraio 2021 annuncia il suo addio al Movimento, in disaccordo con la decisione di sostenere il governo di Mario Draghi per approdare nel gruppo misto in quota L’Alternativa C’è. L’11 novembre dello stesso anno annuncia la propria adesione al gruppo del Partito Comunista di Marco Rizzo facendo arrivare il partito in Parlamento.
Il 27 aprile 2022 con alcuni ex M5S e Elio Lannutti dell'Italia dei Valori dà vita al gruppo parlamentare C.A.L. (Costituzione Ambiente Lavoro) - PC - IdV.
Il 3 agosto 2022 effettua dichiarazione di voto contrario alla ratifica dell'adesione di Finlandia e Svezia alla NATO.
Alle elezioni politiche anticipate del 2022 si candida al Senato della Repubblica come capolista nel collegio plurinominale Lazio - 02 e in quello della provincia di Modena in seconda posizione nella lista Italia Sovrana e Popolare di cui fanno parte il Partito Comunista, Azione Civile, Ancora Italia e altri movimenti anti-sistema. Non sarà rieletto a causa del mancato raggiungimento della soglia di sbarramento da parte della lista.
Il 24 aprile 2023, insieme agli ex colleghi parlamentari Mattia Crucioli e Vito Rosario Petrocelli e a Igor Camilli di Patria Socialista, lancia il nuovo partito di sinistra NOI (Nuovo Ordine Internazionalista) di cui diventa presidente.